# Bertha Rojas
Bertha Daniela Rojas Chávez (ur. 2004) – meksykańska zapaśniczka walcząca w stylu wolnym. 
Srebrna medalistka mistrzostw panamerykańskich w 2025. Wygrała mistrzostwa panamerykańskie U-23 w 2024 i trzecia w 2025. Druga na MŚ juniorów w 2024. Mistrzyni panamerykańska juniorów w 2022 i druga w 2023, a także najlepsza wśród kadetów w 2019 i 2021 roku.